# آنا آلما تادما
آنا آلما تادما (به انگلیسی: Anna Alma-Tadema) (زاده ۱۶ مه ۱۸۶۷ – درگذشته ۵ ژوئیه ۱۹۴۳) یک هنرمند بریتانیایی و عضو جنبش سافرجت (حق رای برای زنان) بود. آلما تادما در درجه اول، در زمینه طراحی و نقاشی کار می‌کرد و پرتره‌ها و آثار بسیاری از صحنه‌های داخلی، گل‌ها و ساختمان‌ها خلق می‌کرد. او تحت تأثیر پدرش سر لاورنس آلما تادما قرار گرفت و آثار خود را در نمایشگاه‌هایی با او و نامادریش لورا ترسا آلما تادما به نمایش گذاشت. آثار او در نمایشگاه‌های ملی، از جمله آکادمی سلطنتی هنر و نمایشگاه جهانی کلمبیا در سال ۱۸۹۳ در شیکاگو به نمایش گذاشته شد. آنا آلما تادما به دلیل دستاوردهای خود، در نمایشگاه کلمبیای جهان در سال ۱۸۹۳ در شیکاگو و نمایشگاه ۱۸۸۹ پاریس به عنوان یک هنرمند شناخته شد.

## اوایل زندگی

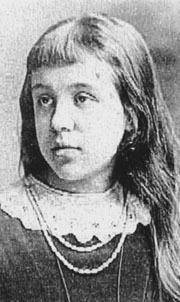
عکس پرتره از آنا آلما تادما

آنا آلما تادما دومین دختر نقاش هلندی سر لارنس آلما تادما و همسر فرانسوی او، ماری-پلین گرسین-دومولین دو بویزگیرار بود که در بروکسل زندگی می‌کردند. خواهر بزرگتر او، لورنس، در سال ۱۸۶۴ به دنیا آمده بود. مادر دختران در سال ۱۸۶۹ درگذشت. لاورنس و دخترانش در سال ۱۸۷۰ به انگلستان نقل مکان کردند. پدرش در سال ۱۸۷۱، زمانی که آنا چهار ساله بود، برای دومین بار با لورا اپس ازدواج کرد.

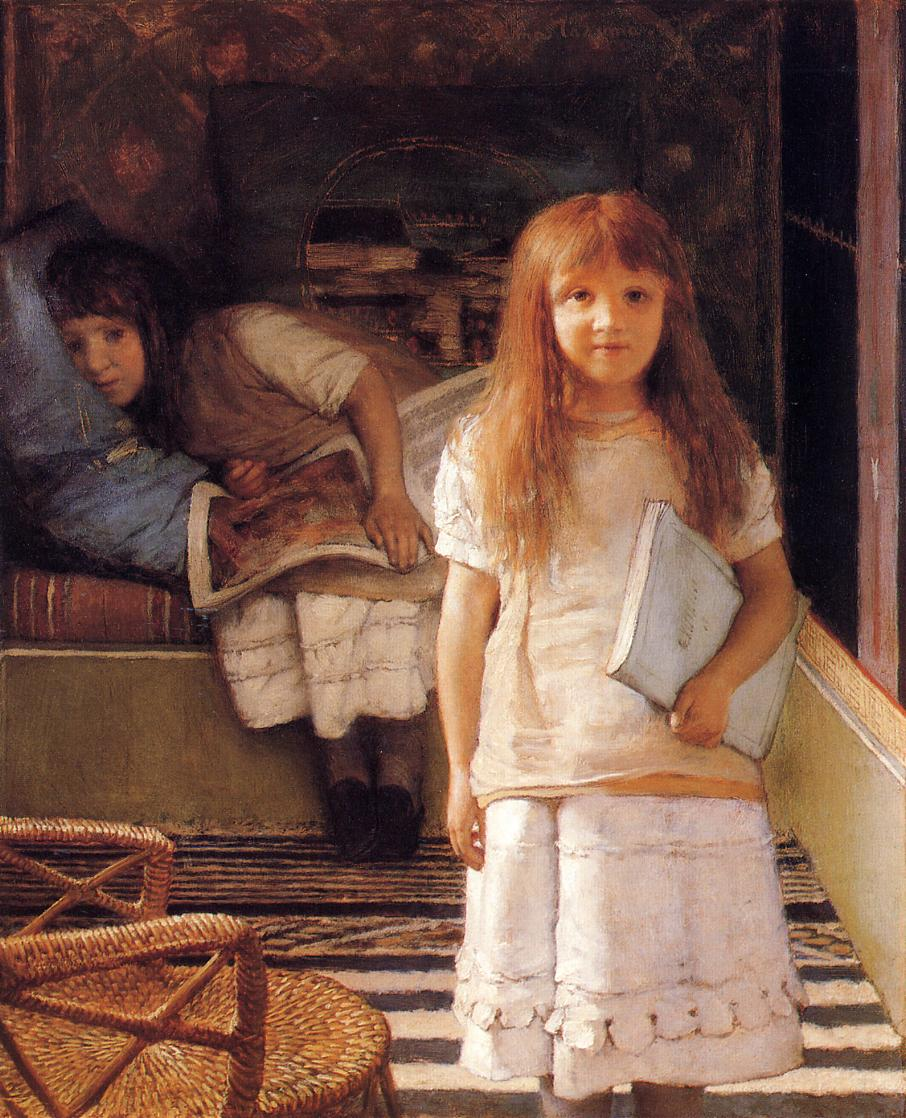
نقاشی این کنج ماست اثر لاورنس آلما تادما که در آن دو دخترش را به تصویر کشیده‌است

آنا آلما تادما در لندن با خانواده اش که شامل خواهر بزرگتر، پدر و نامادری اش بود، بزرگ شد. خواهرش لارنس، آموزش تحصیلی خود را در خانه دید و اعتقاد بر این است که آنا نیز در خانه تحصیل کرده‌است. آنا آلما تادما حداقل دو بار در نقاشی‌های پدرش ظاهر شده‌است. در سال ۱۸۷۳، او و خواهرش در نقاشی " اینجا کنج ما است " به تصویر کشیده شدند و سپس در سال ۱۸۸۳، پدرش پرتره او را نقاشی کرد.
این پرتره آنا ۱۵ ساله را در خانه خانوادگی، خانه تاونسند نشان می‌دهد. او ایستاده و به سمت راهرو نگاه می‌کند و پشتش به مکانی است که استودیوی نامادری و اتاق طراحی در آن قرار داشت. در دو بیضی نقاشی شده روی در، آنا به تصویر کشیده شده‌است که در یکی از آنها کلاه آبی و دردیگری لباس مشکی پوشیده‌است. لباس روان و گردنبند صدف دریایی آنا از مدهای زیبایی‌شناسی آن دوره است.
مادر، پدر و نامادری آنا نقاش بودند و در نتیجه او در خانواده ای بسیار هنرمند بزرگ شد. لاورنس از کلمات دوران باستان الهام گرفت و سبکی را توسعه داد که توسط لورا، آنا و هنرمندان دیگر تقلید شد. پس از مرگ او، محبوبیت آثار و سبک او برای حدود شش دهه کاهش یافت. خواهر آنا، لورنس، شاعر، نقاش، رمان‌نویس، منتقد، نمایشنامه نویس و نویسنده داستان کوتاه بود.

## فعالیت هنری
آنا توسط زندگی‌نامه‌نویس هلن زیمرن به‌عنوان «هنرمندی ظریف و خوش‌ذوق که قدرت زیادی از پدرش را برای بازآفرینی جزئیات به ارث برده‌است» توصیف کرد. آنا آلما تادما در دوران هنرمندی خود چندین پرتره، صحنه‌هایی از گل‌هاو همچنین تصاویر آبرنگی از فضای داخلی خانه‌ها و ساختمان‌ها خلق کرد. یکی از نمونه‌های پرتره آلما تادما خانم تسا گوسه است. این اثر به همراه آثار دیگرش مانند دره مه آلود و اتاق طلا در آکادمی سلطنتی هنر به نمایش درآمد.
آنا نقاشی‌های زیادی از داخل منزل خانوادهٔ آلما تادما واقع در تیچفیلد نزدیک ریجنتز پارک با تکنیک آبرنگ خلق کرده‌است.
خانه خانوادگی توسط پدرش به طرز عجیبی دکوراسیون شده بود تا شبیه یک ویلای رومی باشد. اتاق طراحی، که آلما تادما در نوجوانی نقاشی کرد، در سال ۱۸۹۳ در نمایشگاه کلمبیا در شیکاگو به نمایش گذاشته شد. علاوه بر این، در سال ۱۸۸۵ آلما تادما اتاق طلایی را نقاشی کرد که نمایانگر فضای داخلی خانه خانوادگی نیز بود.
آلما تادما تقریباً چهل سال بین سال‌های ۱۸۸۵ تا ۱۹۲۸ آثار خود را در انگلستان به نمایش گذاشت. آلما تادما پانزده اثر از جمله اتاق طلایی، خانم تسا گوس، دره مه‌آلود، و برداشت بی‌ارزش را در آکادمی سلطنتی بین سال‌های ۱۸۸۵ تا ۱۹۲۸ به نمایش گذاشت. اگرچه آنا آلما تادما در لندن اقامت داشت، آثاری را در خارج از کشور نیز به نمایش گذاشت. او در سال ۱۸۸۹ در نمایشگاهی در پاریس مدال گرفت. علاوه بر این، آنا، پدرش لاورنس و نامادریش لورا همگی در نمایشگاه جهانی کلمبیا در شیکاگو در سال ۱۸۹۳ به نمایش گذاشتند و برنده جوایز شدند.
هنوز هم آثار آنا آلما تادما همچنان به نمایش گذاشته می‌شود. به عنوان مثال، آثار این هنرمند در نمایشگاه آوریل ۲۰۱۱ موزه ویکتوریا و آلبرت، فرقه زیبایی: جنبش زیبایی‌شناسی ۱۸۶۰–۱۹۰۰ در لندن به نمایش درآمد.

## آثار معروف

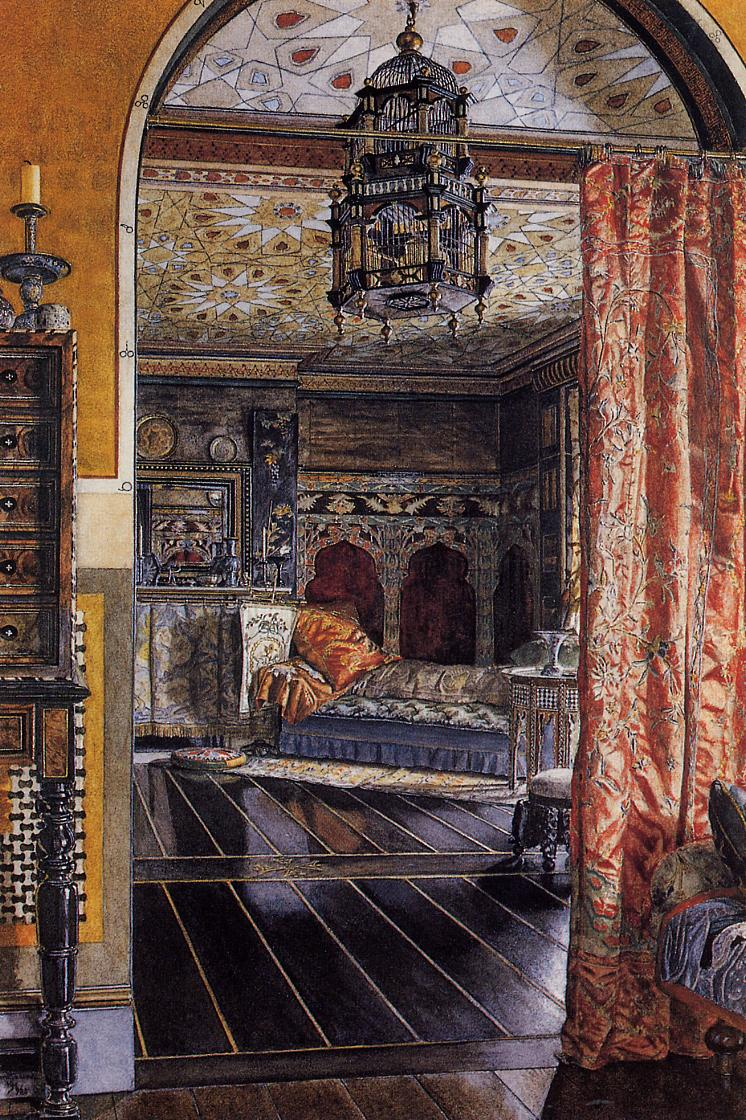
اتاق طراحی خانواده آلما از آنا آلما تادما در ۱۸۸۶
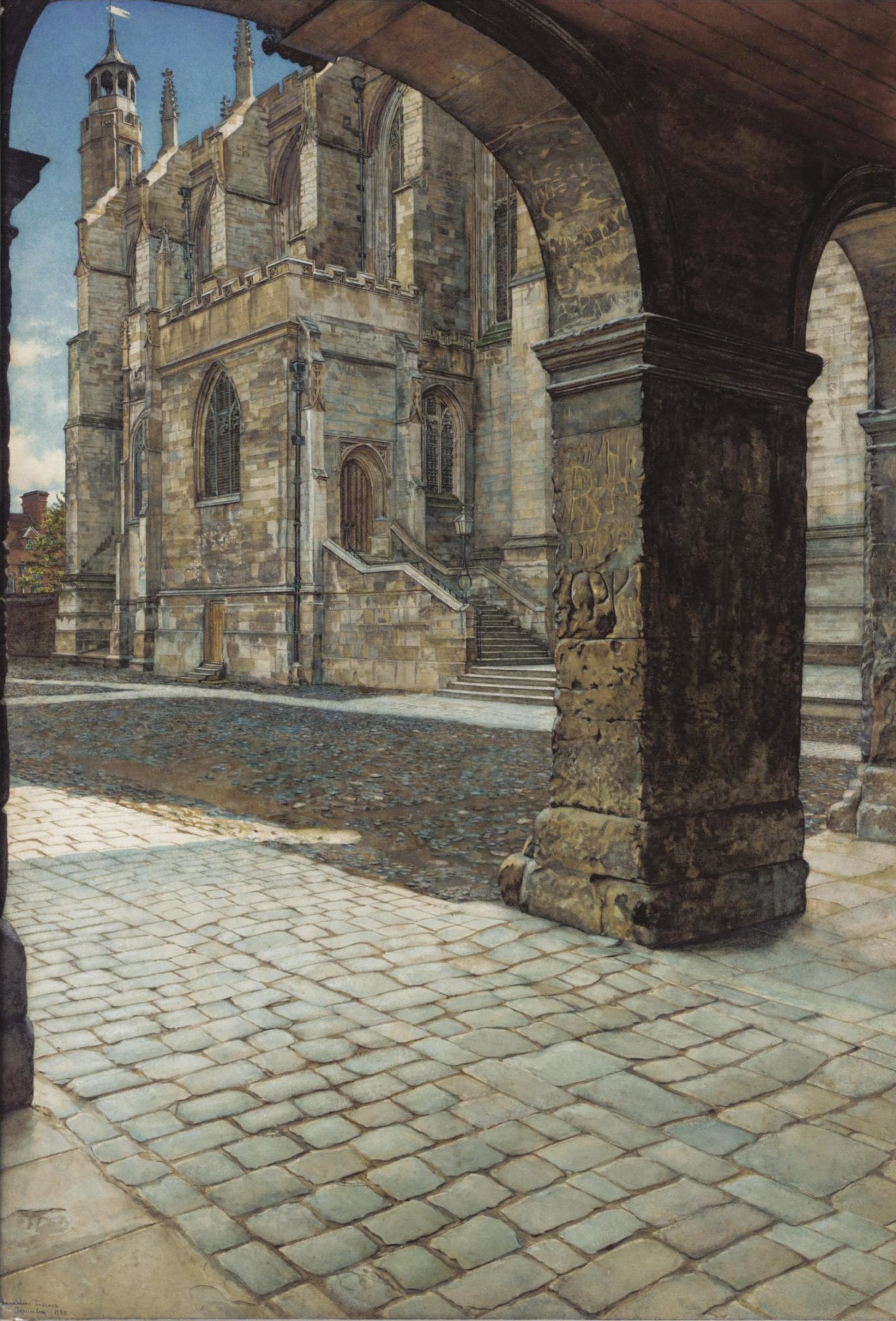
کلیسای کوچک کالج ایتون اثر آنا آلما تادما
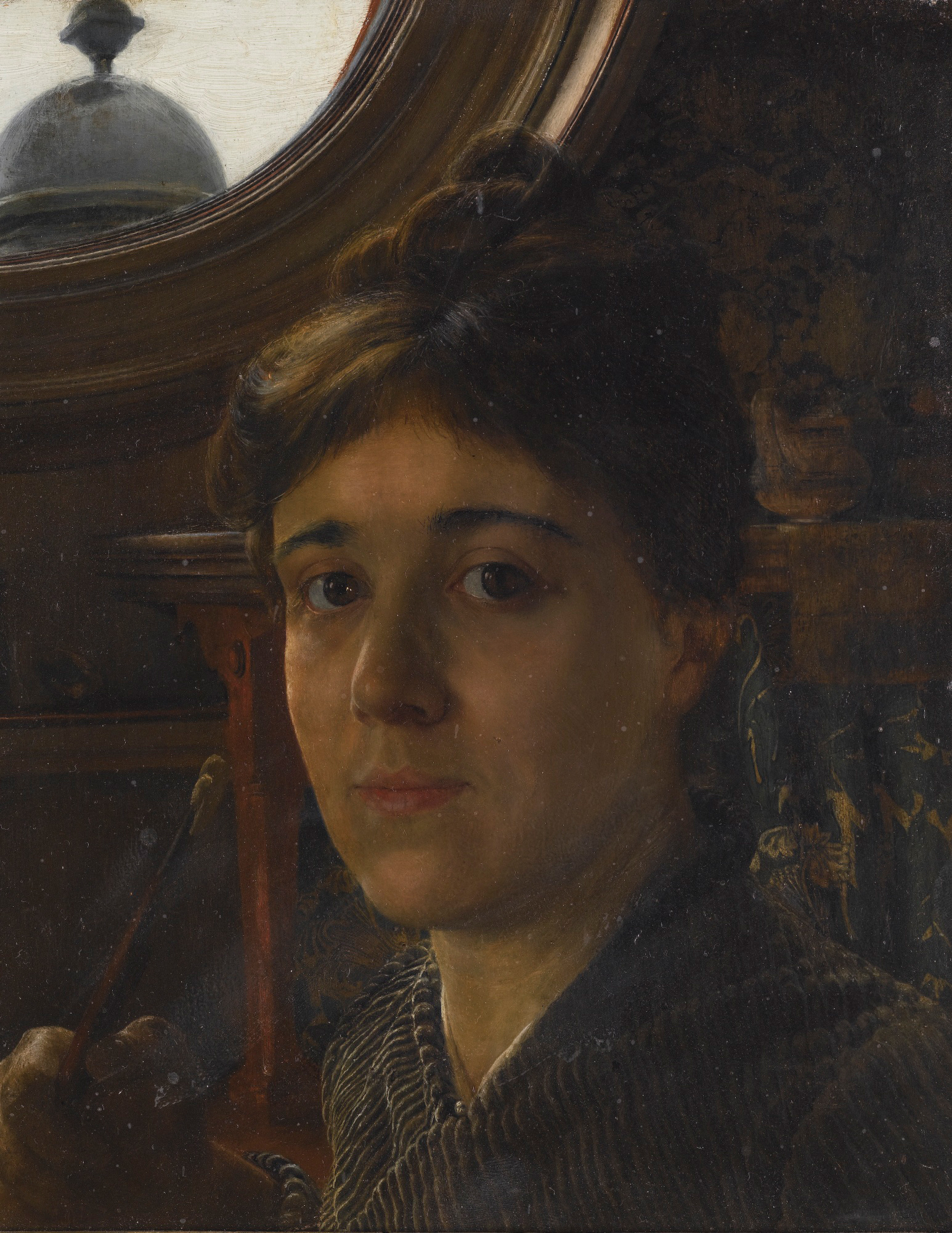
پرتره از خود اثر آنا آلما تادما

## زندگی شخصی
آلما تادما به حق رای زنان معتقد بود و در سال ۱۸۹۷ عضو حامیان جنبش حق رای زنان شد. آنا آلما تادما و خواهرش هیچ‌گاه ازدواج نکردند. آنها زندگی فقیرانه ای داشتند و در سال‌های آخر زندگی در حرفه خود موفقیتی نداشتند.